# Sphaeromides raymondi
Sphaeromides raymondi là một loài chân đều trong họ Cirolanidae. Loài này được Dollfus miêu tả khoa học năm 1897.